# Fakhr-ad-Din ar-Razí
|  | Per a altres significats, vegeu «Ar-Razí (desambiguació)». |

Abu-Abd-Al·lah Muhàmmad Fakhr-ad-Din ibn Úmar ibn al-Hussayn at-Taymí al-Bakrí at-Tabaristaní ar-Razí (àrab: أبو عبد الله محمد بن عمر بن الحسین فخر الدین الرازي, Abū ʿAbd Allāh Muḥammad b. ʿUmar b. al-Ḥusayn Faẖr ad-Dīn ar-Rāzī), més conegut com a Fakhr-ad-Din ar-Razí (Rayy, 1149 - Herat, 1209), va ser un teòleg, filòsof i científic persa que va viure a Herat. Als seus viatges ensenyava teologia i filosofia, basada en comentaris d'Avicenna i l'Alcorà. La seva principal preocupació era la metafísica, per fonamentar la creença islàmica en quelcom indubtable.